# Fédération Internationale de Hockey
Die Fédération Internationale de Hockey, auch International Hockey Federation, (FIH) ist der Welthockeyverband mit Sitz in Lausanne. Er organisiert verschiedene Hockey-Wettbewerbe wie zum Beispiel die Hockey-Weltmeisterschaften. Präsident ist seit November 2022 Tayyab Ikram aus Macau. Die FIH wurde am 7. Januar 1924 in Paris gegründet und besteht aus 137 Nationalverbänden (Stand: August 2021).

## Geschichte
Die FIH wurde am 7. Januar 1924 in Paris gegründet. Bereits 1908 (London) und 1920 (Antwerpen) war Hockey Disziplin bei den Olympischen Sommerspielen. Bei den Olympischen Sommerspielen 1924 wurde Hockey nicht berücksichtigt, da es noch keinen Weltverband gab. Deswegen wurde 1924 auf Initiative des Franzosen Paul Léautey die Fédération Internationale de Hockey sur Gazon gegründet. Die Gründungsmitglieder waren Österreich, Belgien, Tschechoslowakei, Frankreich, Ungarn, Schweiz und Spanien. Noch im selben Jahr wurde die FIH Mitglied der olympischen Bewegung. 1925 schloss sich Dänemark an, 1926 folgten die Niederlande (Herren), 1927 die Türkei und 1928 Deutschland, Indien, Polen und Portugal.
1927 wurde der Weltverband für Damen International Federation of Women’s Hockey Associations (IFWHA) gegründet. Gründungsmitglieder waren Australien, Dänemark, England, Irland, Schottland, Südafrika, USA und Wales. 1982 fusionierten die beiden Weltverbände zur FIH.
Seit 1928 (Amsterdam) gehört Hockey bei den Herren dauerhaft zum Programm der Olympischen Sommerspiele, seit 1980 Moskau wird auch ein Damen-Turnier ausgetragen. Mit der Feldhockey-Weltmeisterschaft der Herren 1971 und der Feldhockey-Weltmeisterschaft der Damen 1974 wurden erstmals Welttitelkämpfe im Feldhockey ausgetragen. 2003 in Leipzig fanden die ersten Weltmeisterschaften im Hallenhockey statt.

## Kontinentalverbände

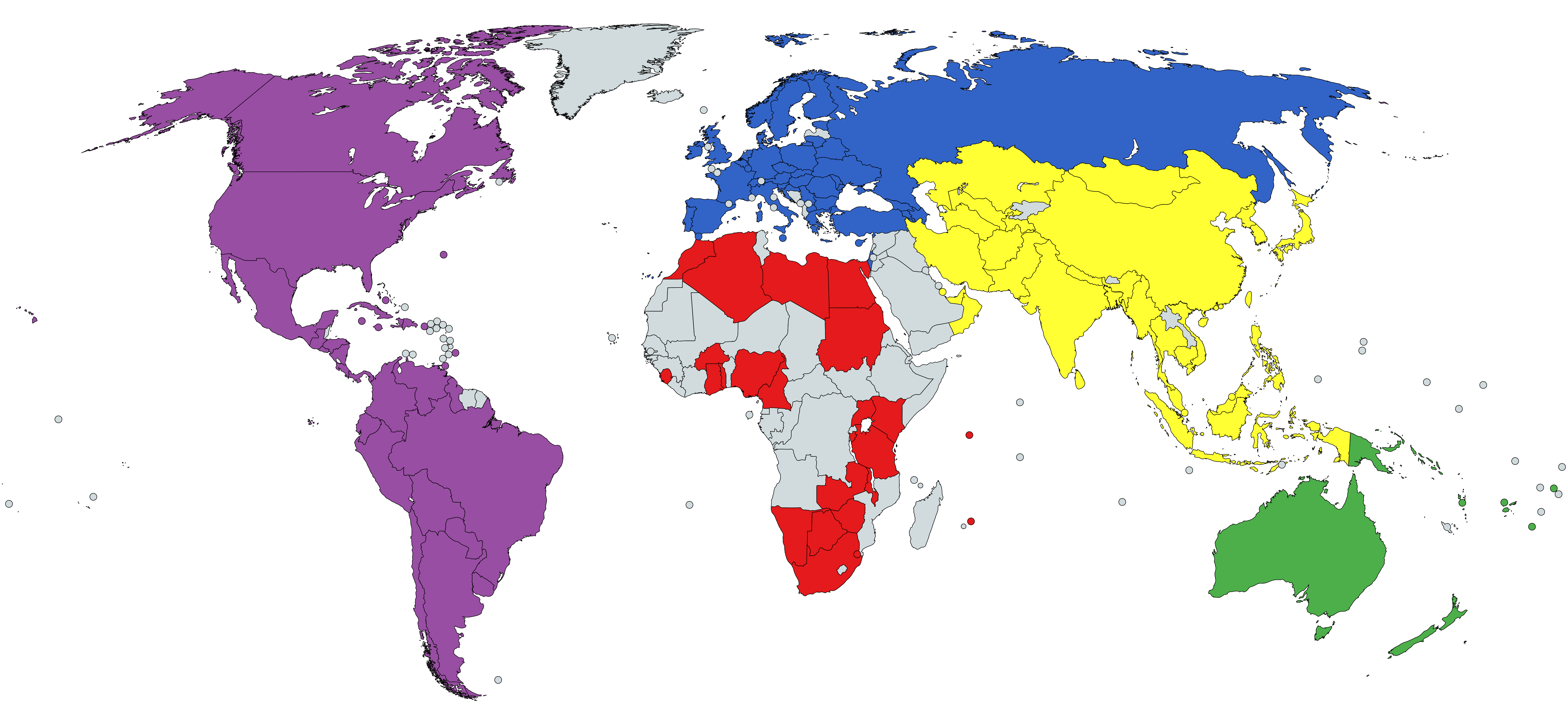
Weltkarte mit den Nationalverbänden

Die FIH besteht aus 137 Nationalverbänden, die wiederum Mitglied in 5 Kontinentalverbänden sind:
- African Hockey Federation (rot markiert)
- Asian Hockey Federation (gelb markiert)
- European Hockey Federation (blau markiert)
- Oceania Hockey Federation (grün markiert)
- Pan American Hockey Federation (lila markiert)

Großbritannien hat einen Sonderstatus und tritt nur zu Olympischen Spielen an, ansonsten spielen die eigenständigen Mitglieder England, Schottland und Wales. Irland vertritt die gesamte irische Insel: Republik Irland und Nordirland.

## Mitglieder
| Afrika (20 Nationen) | Afrika (20 Nationen) | Afrika (20 Nationen) | Afrika (20 Nationen) | Afrika (20 Nationen) |
| -------------------- | -------------------- | -------------------- | -------------------- | -------------------- |
| Ägypten              | Botswana             | Burundi              | Ghana                | Kamerun              |
| Kenia                | Libyen               | Malawi               | Marokko              | Namibia              |
| Nigeria              | Seychellen           | Sudan                | Südafrika            | Tansania             |
| Togo                 | Uganda               | Sambia               | Sierra Leone         | Simbabwe             |

| Asien (31 Nationen) | Asien (31 Nationen) | Asien (31 Nationen) | Asien (31 Nationen) | Asien (31 Nationen)          |
| ------------------- | ------------------- | ------------------- | ------------------- | ---------------------------- |
| Afghanistan         | Bangladesh          | Brunei              | China               | Hongkong                     |
| Indien              | Indonesien          | Iran                | Japan               | Kambodscha                   |
| Kasachstan          | Katar               | Südkorea            | Taiwan              | Nordkorea (DPR)              |
| Macao               | Malaysia            | Mongolei            | Myanmar             | Nepal                        |
| Oman                | Pakistan            | Philippinen         | Singapur            | Sri Lanka                    |
| Tadschikistan       | Thailand            | Turkmenistan        | Usbekistan          | Vereinigte Arabische Emirate |
| Vietnam             |                     |                     |                     |                              |

| Europa (45 Nationen) | Europa (45 Nationen) | Europa (45 Nationen) | Europa (45 Nationen)  | Europa (45 Nationen) |
| -------------------- | -------------------- | -------------------- | --------------------- | -------------------- |
| Armenien             | Aserbaidschan        | Belgien              | Bulgarien             | Dänemark             |
| Deutschland          | England              | Estland              | Finnland              | Frankreich           |
| Georgien             | Gibraltar            | Griechenland         | Großbritannien        | Irland               |
| Israel               | Italien              | Kroatien             | Lettland              | Litauen              |
| Luxemburg            | Mazedonien           | Malta                | Moldawien             | Niederlande          |
| Norwegen             | Österreich           | Polen                | Portugal              | Rumänien             |
| Russland             | Schottland           | Schweden             | Schweiz               | Serbien              |
| Slowakei             | Slowenien            | Spanien              | Tschechische Republik | Türkei               |
| Ukraine              | Ungarn               | Wales                | Weißrussland          | Zypern               |

| Ozeanien (9 Nationen) | Ozeanien (9 Nationen) | Ozeanien (9 Nationen) | Ozeanien (9 Nationen) | Ozeanien (9 Nationen) |
| --------------------- | --------------------- | --------------------- | --------------------- | --------------------- |
| Amerikanisch-Samoa    | Australien            | Fidschi               | Neuseeland            | Papua-Neuguinea       |
| Salomonen             | Tonga                 | Vanuatu               | Westsamoa             |                       |

| Amerika (27 Nationen) | Amerika (27 Nationen) | Amerika (27 Nationen)   | Amerika (27 Nationen)    | Amerika (27 Nationen) |
| --------------------- | --------------------- | ----------------------- | ------------------------ | --------------------- |
| Argentinien           | Bahamas               | Barbados                | Bermuda                  | Brasilien             |
| Chile                 | Costa Rica            | Dominikanische Republik | Ecuador                  | El Salvador           |
| Guatemala             | Guyana                | Haiti                   | Jamaika                  | Kaimaninseln          |
| Kanada                | Kuba                  | Mexiko                  | Niederländische Antillen | Panama                |
| Paraguay              | Peru                  | Puerto Rico             | Trinidad & Tobago        | USA                   |
| Uruguay               | Venezuela             |                         |                          |                       |

## Präsidenten
- 1924–1926 Paul Léautey (Frankreich)
- 1926–1932 Frantz Reichel (Frankreich)
- 1932–1936 Marc Bellin du Coteau (Frankreich)
- 1936–1945 Georg Evers (Deutschland)
- 1945–1946 Robert Liégeois (Belgien)
- 1946–1966 Quarles van Ufford (Niederlande)
- 1966–1983 René Franck (Belgien)
- 1983–1996 Étienne Glichitch (Frankreich)
- 1996–2001 Juan Ángel Calzado (Spanien)
- 2001–2008 Els van Breda Vriesman (Niederlande)
- 2008–2016 Leandro Negre (Spanien)
- 2016–2022 Narinder Batra (IND)
- seit 2022 Tayyab Ikram (MAC)

## Welthockeyspieler
Seit 1998 zeichnet die FIH jährlich die besten weiblichen und männlichen Hockeyspieler der Welt aus. Seit 2001 gibt es außerdem Auszeichnungen für Spieler unter 23 Jahren.

## Weltranglisten
Seit 2003 führt die FIH Ranglisten der Nationalmannschaften. In die Wertung fließt das Abschneiden der letzten vier Jahre bei den großen internationalen Turnieren ein: Olympische Spiele, Weltmeisterschaften, Champions Trophy bzw. Challenge und Kontinentalmeisterschaften. 2008 wurden weitere Turniere, insbesondere die Qualifikationsturniere für die Olympischen Spiele und die Weltmeisterschaften, in die Wertung einbezogen. Das aktuelle Jahr wird zu 100 % berücksichtigt, die Jahre davor zu 75 %, 50 % bzw. 25 %. Die Aktualisierung wird ca. 4 Mal jährlich jeweils nach den großen Turnieren vorgenommen.
Die Weltrangliste ist in der Regel die Grundlage für die Gruppeneinteilung bei den großen Turnieren und für die Besetzung der Qualifikations-Turniere.

## Sponsoren
Wichtige Sponsoren sind der indische Motorradhersteller Hero MotoCorp, der indische Bundesstaat Odisha sowie das Schweizer Unternehmen Kudelski. Offiziell werden sie als FIH Global Leadership Partner bzw. FIH Global Partners bezeichnet. Diese Sponsoren treten auch als Titelsponsoren bei internationalen Turnieren auf wie z. B. bei der Feldhockey-Weltmeisterschaft der Herren 2018 (Odisha Hockey Men’s World Cup 2018).